# ساحة بوتسدام

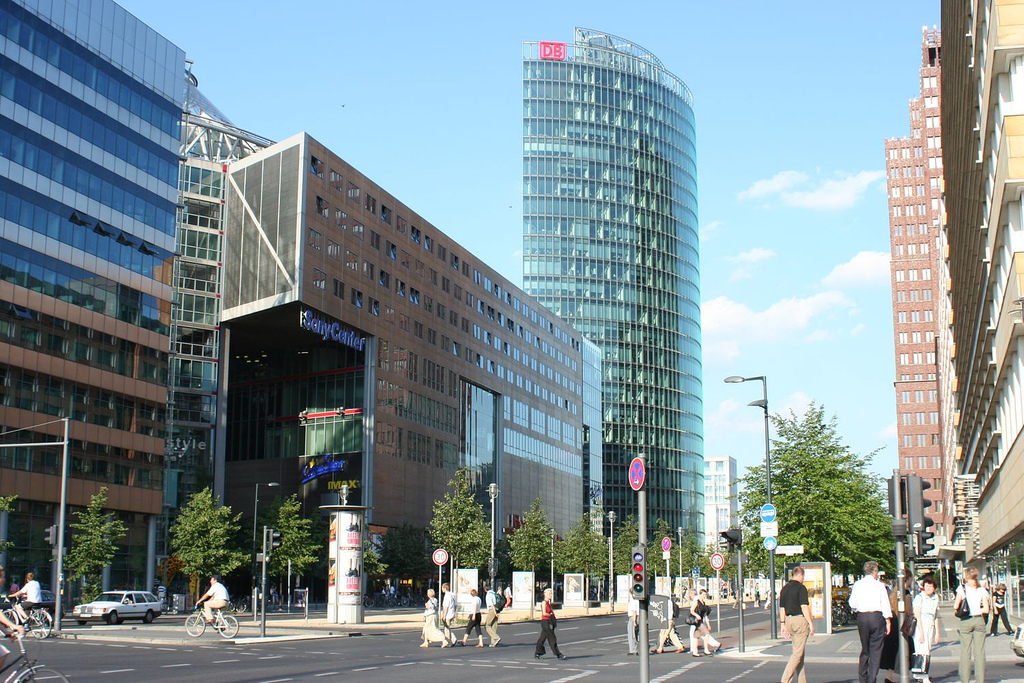
ساحة بوتسدام

ساحة بوتسدام أو بوتسدامر بلاتز (Potsdamer Platz) هي ساحة ونقطة تقاطع مهمة تقع في وسط برلين، عاصمة ألمانيا. تقع على بعد كيلومتر واحد عن بوابة براندنبورغ ومبنى الرايخستاغ (مبنى البرلمان الألماني). سميت الساحة بهذا الاسم نسبة لمدينة بوتسدام التي تبعد عن الساحة بحوالي 25 كيلومتر في جنوب الغرب. والساحة تمثل النقطة التي كان يمر من خلالها الطريق القديم عبر جدار برلين في بوابة بوتسدام. خربت الساحة أثناء الحرب العالمية الثانية، وتركت مهجورة أثناء الحرب الباردة حينما شطر جدار برلين الساحة نصفين، ولكن مع سقوط الجدار نهضت المنطقة وأصبحت القلب النابض للمدينة.

## معرض صور

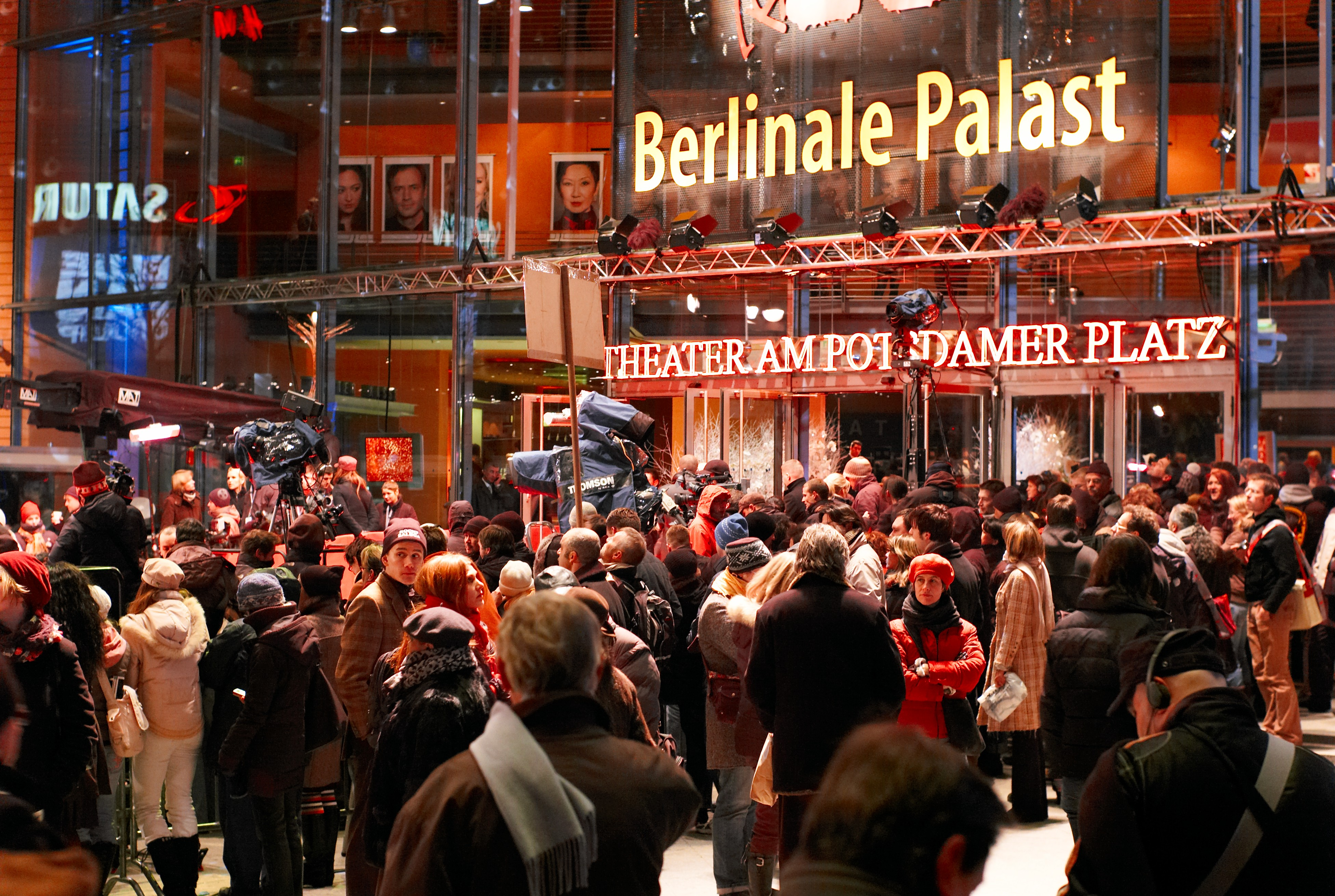
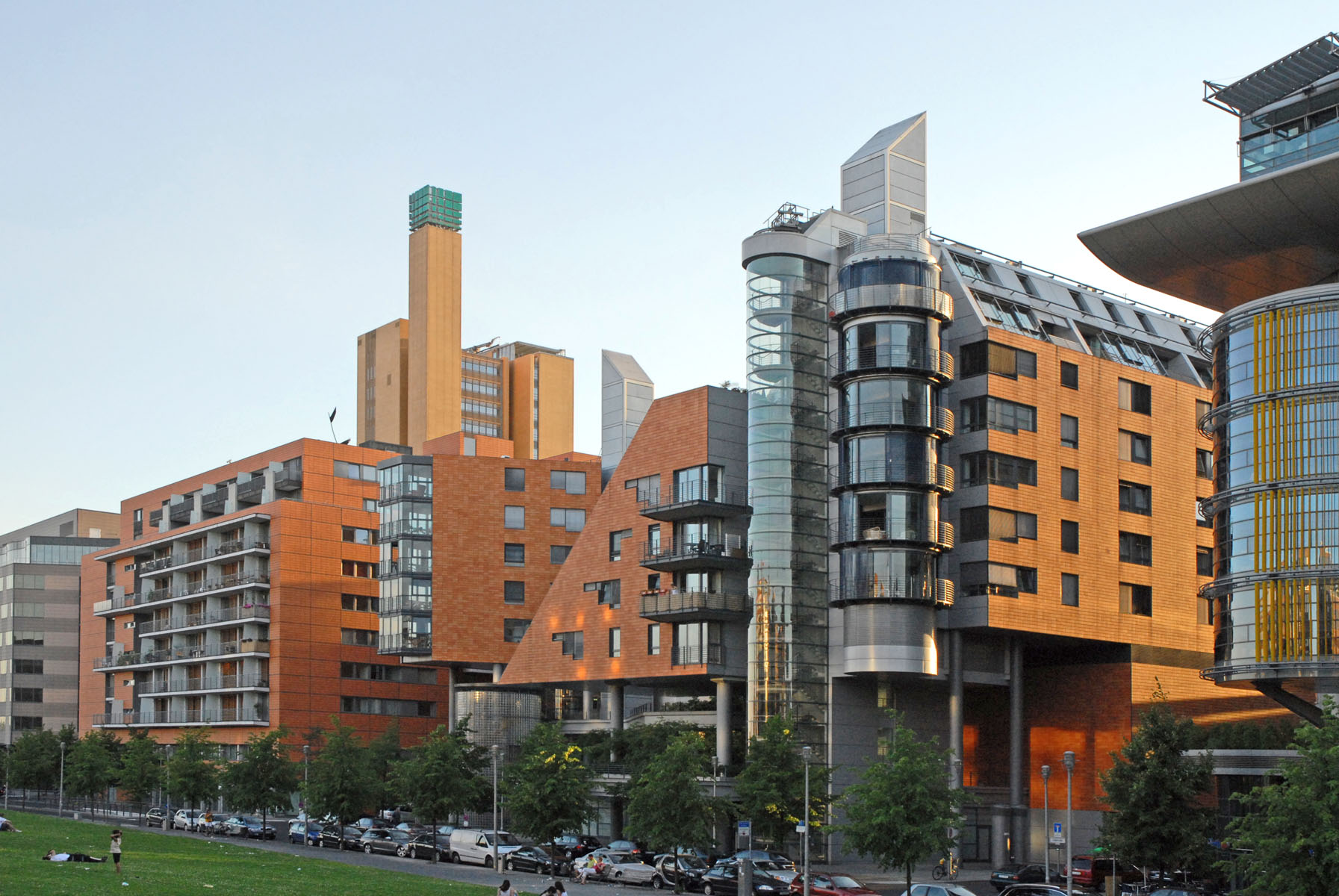
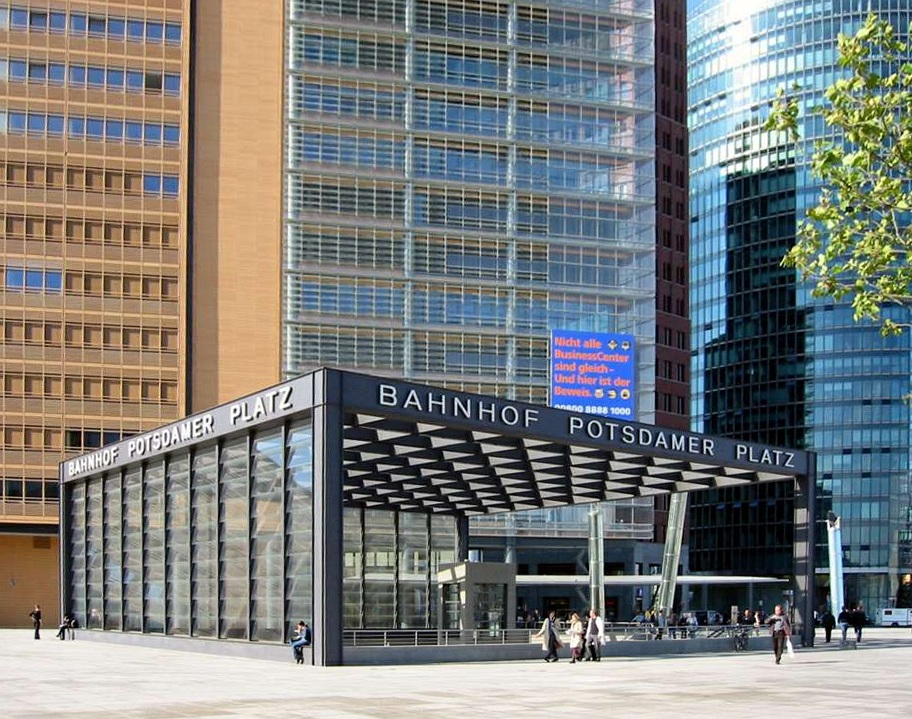
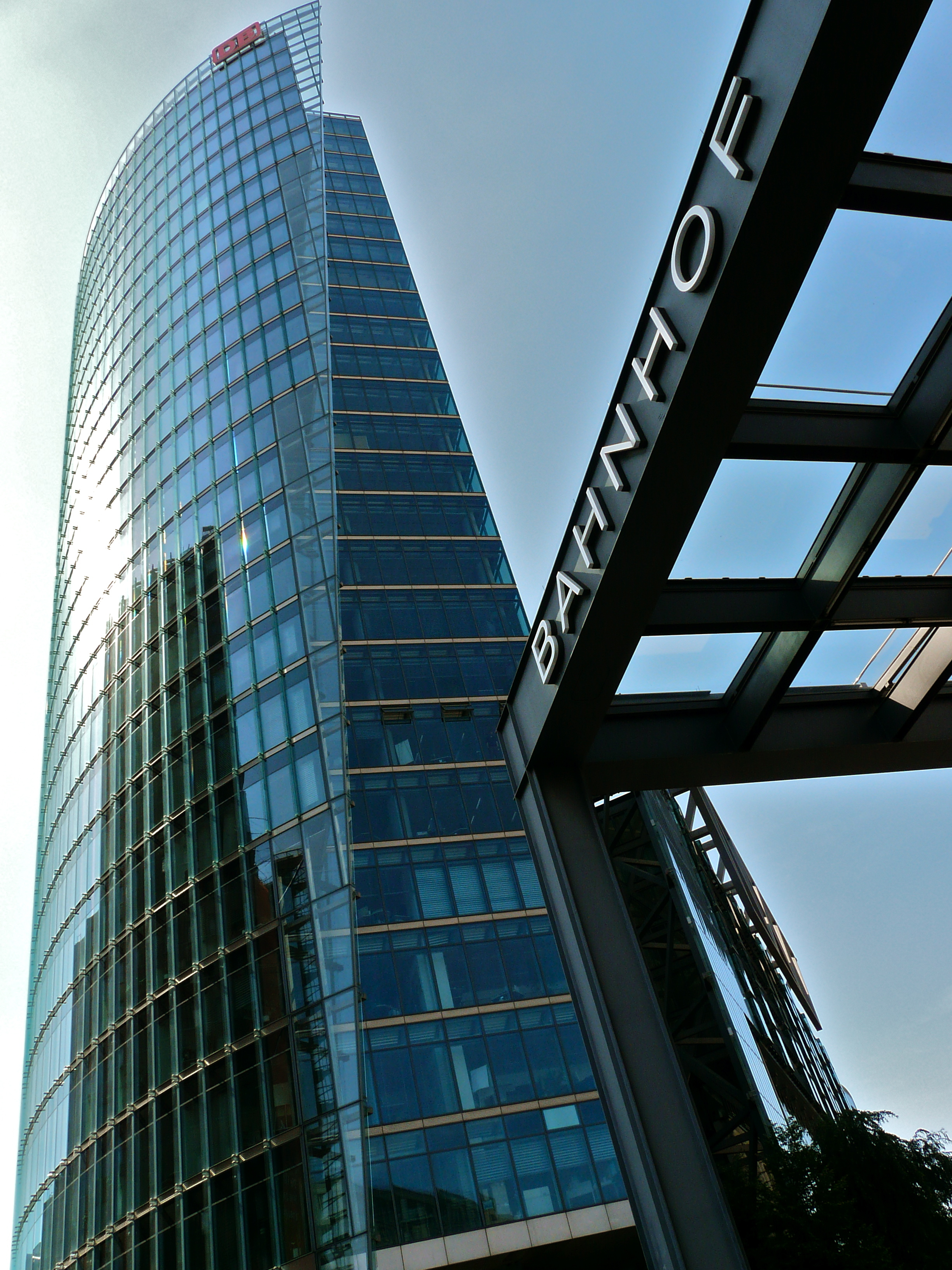
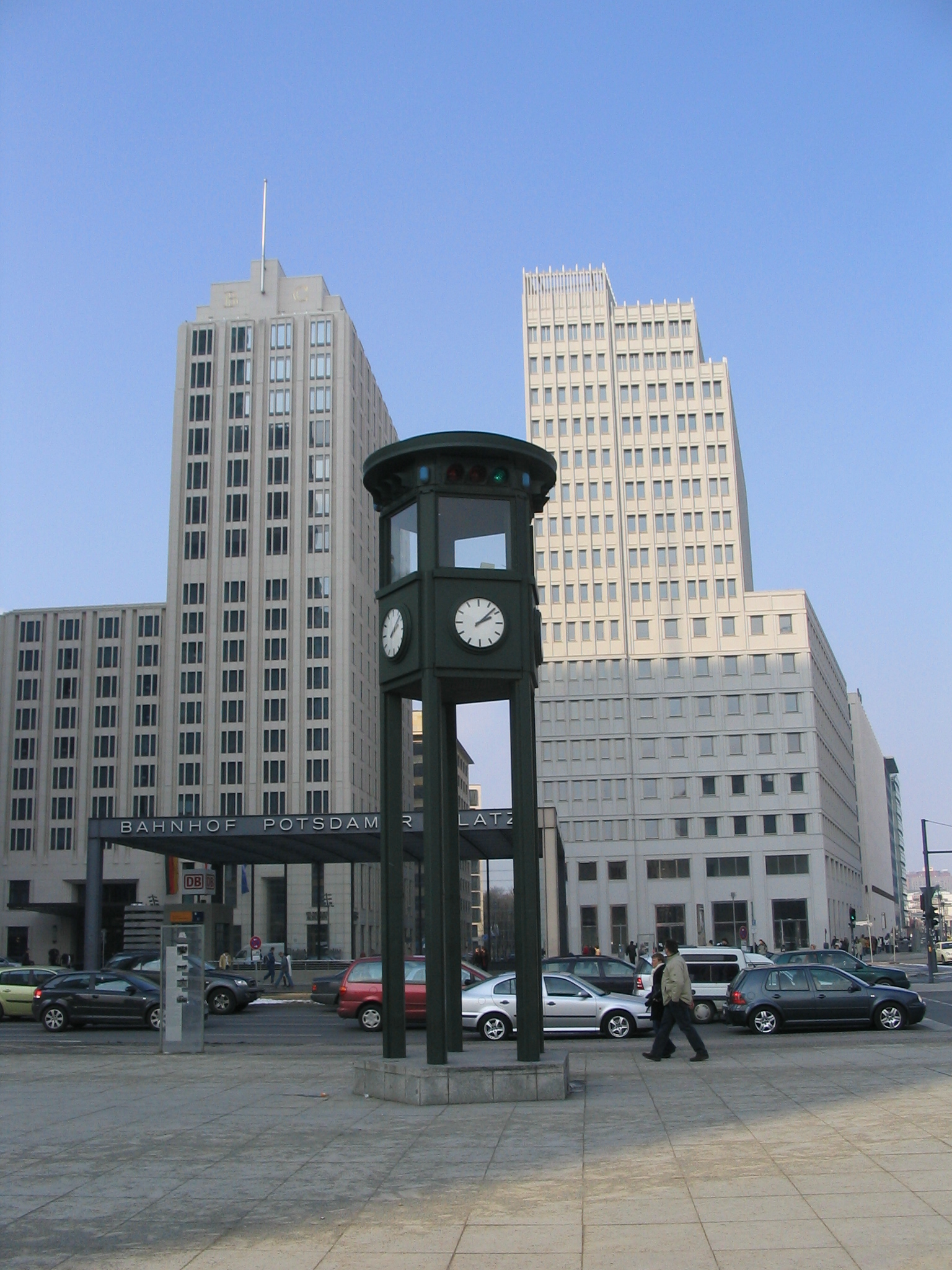
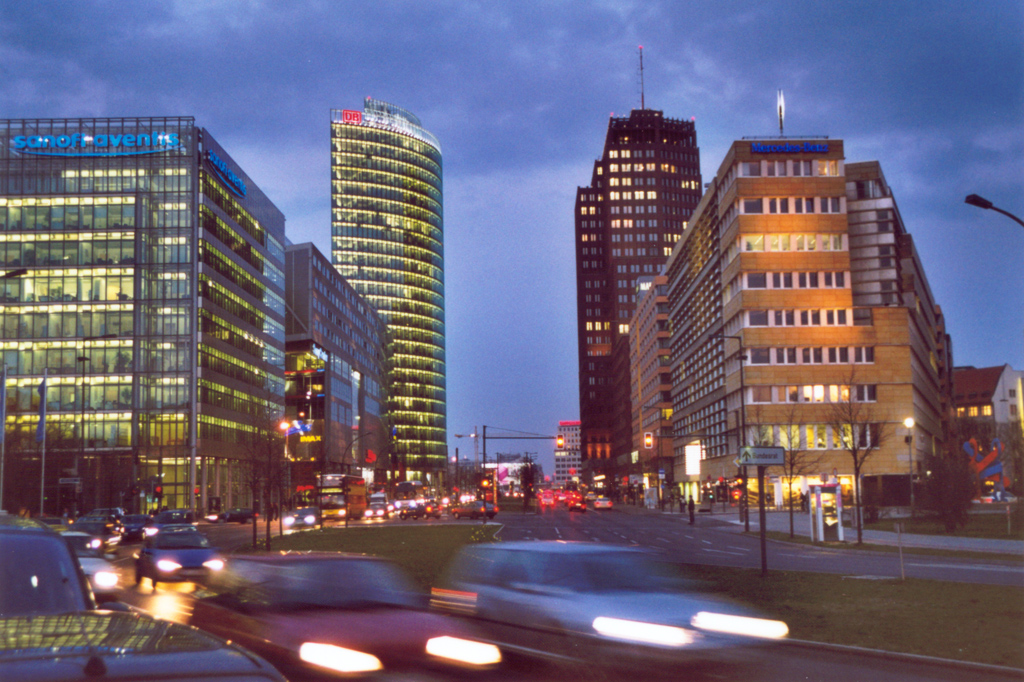